# Samuel Daniell
Samuel Daniell (1775 - 16 de dezembro de 1811) foi um pintor inglês de história natural e paisagens da África e do Ceilão. Ele visitou a África do Sul pela primeira vez em 1799.

## Biografia
Daniell é talvez mais conhecido como artista indicado para uma expedição de 1799 a 1802 à África do Sul e as representações que ele fez de animais africanos. Ele nasceu e foi criado em Chertsey.
Em dezembro de 1799, ele foi à África do Sul pela primeira vez. Os desenhos que ele fez no sul da África, incluindo uma viagem a Bechuanaland, foram publicados por seu irmão William Daniell em Londres. Durante a ida a Bechuanaland, Daniell foi nomeado secretário oficial e artista da viagem. A trajeto foi do Cabo da Boa Esperança a Bechuanaland. Ele retornou à Inglaterra da viagem e co-publicou com seus irmãos William Daniell e Thomas Daniell, African Scenery and Animals, em 1804.
Daniell morou mais tarde no Sri Lanka, então chamado Ceilão, de 1806 a 1811, quando morreu de febre tropical. Seu irmão William publicou doze de seus desenhos em 1806, com o título: A Picturesque Illustration of the Scenery, Animals and Native Inhabitants of Ceylon.